# Giulia Andreani
Giulia Andreani, née le 4 janvier 1985 à Venise (Italie), est une artiste italienne. Peintre et chercheuse, elle vit à Paris où elle travaille à partir d'archives et développe une peinture figurative dans un champ chromatique restreint, entre gris et bleu.

## Biographie
En 2008, Giulia Andreani obtient son diplôme à l'Académie des beaux-arts de Venise, en section peinture. Elle poursuit alors ses études à Paris en Histoire de l'art. En 2010, elle obtient un master en histoire de l'art contemporain, à l'université Paris IV-Sorbonne.
Elle a été pensionnaire de la Villa Médicis, Académie de France à Rome, au sein de la promotion 2017-2018.
Depuis septembre 2018, elle est représentée par la galerie Max Hetzler.
En octobre 2020, trois œuvres de l’artiste ont été acquises par les Amis du Centre Pompidou afin de venir enrichir les collections contemporaines du Musée national d’art moderne[réf. à confirmer].
En janvier 2022 elle est nommée au Prix Marcel Duchamp.
En 2024, elle participe à la 60e Biennale di Venezia « Stranieri Ovunque - Foreigners Everywhere », placée sous la direction du commissaire d'exposition brésilien Adriano Pedrosa.

## Présentation de l'œuvre
L’image d’archive est à la source des peintures de Giulia Andreani. Un travail de recherche par lequel l’artiste exhume des photographies qui serviront de support à la construction de ses œuvres. Elle travaille à partir d’images d’époque qu'elle collecte dans les bibliothèques, les archives, les albums de famille : elles sont ensuite triées, recomposées et reproduites sur toile par le filtre subjectif de la peinture. Les œuvres de Giulia Andreani sont innervées de rencontres improbables et autres télescopages, qui désamorcent les références initiales afin de les soumettre à des relectures qui nous incitent à interroger les liens entre images fixe ou en mouvement, et l’histoire,.
En écho à Gerhard Richter qui disait « utiliser la photographie comme Rembrandt le dessin ou Vermeer la camera obscura, pour en faire un tableau », les œuvres de Giulia Andreani s’éloignent de la simple restitution historique pour devenir aussi le récit d’autres histoires.
Elle n'utilise qu'une seule couleur, un gris-bleu appelé le gris de Payne, teinte un peu magnétique qui évoque le côté miroité des anciens daguerréotypes et des vieilles photographies.
Elle immortalise ainsi sur la toile des hommes d’église momifiés, des crânes de cardinaux, en s'inspirant des momies de Palerme. En 2012, elle s'inspire du cinéma italien et travaille sur l'histoire de l'Europe entre les années 1920 et 1960. Elle réalise aussi une série de dictateurs qu'elle choisit de représenter adolescents : « cette image très séduisante est ma manière d'inciter à se méfier de la prétendue objectivité de l'image. »
Giulia Andreani travaille également sur la représentation des femmes dont le destin était de servir le pouvoir masculin. Pour traiter de la Première Guerre mondiale, elle choisit de représenter des femmes au travail, pompières ou cheminotes, qui remplaçaient les hommes partis au front.
En 2018, elle présente son nouveau projet Intermezzo, à travers lequel elle livre une série d’œuvres réalisée entre deux réalités différentes vécues lors de deux périodes de résidence, l’une dans un centre maternel et l’autre à la Villa Médicis, où les questions relatives à la maternité et à la notion d’archive sont abordées sans détours. Réalisée au sein même du centre maternel, la peinture intitulée Guérillères met en scène des femmes en uniforme marchant de façon déterminée : le titre de l’œuvre fait référence au roman féministe de Monique Wittig paru en 1969.
En parallèle, lors de sa résidence à la Villa Médicis, Giulia Andreani travaille sur son projet dédié aux premières femmes ayant eu accès au grand prix de Rome : Lucienne Heuvelmans (prix de sculpture en 1911), Lili Boulanger (prix de composition musicale en 1913) et Odette Pauvert (prix de Peinture en 1925), et sur les difficultés liées au statut même de femme-artiste à l'Académie de France à Rome.

## Prix et distinctions
- Nommée au Prix Marcel Duchamp 2022
- Pensionnaire de la Villa Médicis[14], Académie de France à Rome, promotion 2017-2018
- Nommée au 17° Premio Cairo, Palais royal, Milan, 2016
- 3e prix de peinture, du 19e Prix Antoine Marin, Arcueil, 2015
- Présentée par Julie Crenn au prix AICA, Palais de Tokyo, 2015
- Nommée au prix Sciences-Po pour l'art contemporain, Paris, 2012
- Lauréate du concours Paliss’art, département de l'Eure, Évreux, 2011

## Expositions personnelles
- L’improduttiva, Collezione Maramotti, Reggio Emilia, 2023
- Kitchen Knife, Galerie Max Hetzler, Berlin, 2022
- Pigs and Old Lace, Galerie Max Hetzler, London, 2020
- Pétrichor, Galerie Saint-Séverin, Paris, 2020
- La Cattiva, Musée des Beaux-Arts de Dole, 2019
- Art Must Hang, Galerie Max Hetzler, 2019
- Bacia la sposa / Brucia la strega [15], Labanque, Béthune, 2019
- Correspondances, Villa Médicis, Rome, 2018
- Intermezzo, VNH Gallery, Paris, 2018
- Face au temps, Centre d'Art Nei Liicht de Dudelange, Luxembourg, 2017
- Nous autres, La Conserverie, Metz, 2016
- Tout geste est renversement, Galerie M. Muller, Paris, 2015
- Vestem Muto, Lab Labanque Bethune, Richebourg, 2014
- [non] si passa la frontiera, Bendana-Pinel Art Contemporain, Paris, 2013
- Giulia Andreani, Galerie de l'Escale, Levallois, 2013
- I shot him down, L’inlassable Galerie, Paris, 2012
- Journal d’une iconophage, Galerie Premier Regard, Paris, 2012

## Collections publiques
- Centre Pompidou, Paris
- Fondazione Sandretto Re Rebaudengo, Turin, Italie
- Museu de Arte de São Paulo (MASP), São Paulo, Brésil
- Musée national de l'histoire de l'immigration (MNHI), Paris
- Centre culturel régional Opderschmelz, Dudelange, Luxembourg
- FRAC Poitou-Charentes, Angoulême
- Bibliothèque nationale de France (BnF), Paris
- Collection de la ville de Montrouge
- Urdla, Centre international estampe et livre, Villeurbanne
- Collection départementale du Lot, Cahors